# Il museo degli scandali
Il museo degli scandali (Roman Scandals) è un film del 1933 diretto da Frank Tuttle. 

## Trama
Eddie, appassionato di storia romana, lavora come fattorino in una piccola città dell'Oklahoma. Dispiaciuto che un intero quartiere popolare stia per essere demolito dai politici, è certo che un simile oltraggio non sarebbe mai potuto accadere nell'antica Roma. Dopo un colpo alla testa, Eddie si risveglia nella Roma imperiale, dove viene venduto come schiavo al tribuno Josephus. Presto scopre che l'imperatore Valerio è un malvagio truffatore e decide di reagire al riguardo.
Per entrare in contatto con Valerio, accetta lavoro come suo assaggiatore di cibo personale: niente di più rischioso, giacché Agrippa, la moglie dell'imperatore, cerca costantemente di avvelenarlo. Intanto cerca di spianare la strada a Josephus per fargli conoscere Silvia, una principessa recentemente catturata, ma si mette nei guai e sta per essere rinchiuso nella camera delle torture. Fortunosamente riesce a fuggire alla guida di una biga ma, sul punto di essere catturato nel corso di un mirabolante inseguimento, finalmente si sveglia e si ritrova nella sua città, dove riesce a sventare i piani di un falso benefattore e a regalare un lieto fine a tutti i suoi amici.

## Produzione
Il film, un musical in bianco e nero interpretato da Eddie Cantor con le coreografie di Busby Berkeley, fu presentato da Goldwyn per The Samuel Goldwyn Company (con il nome Howard Productions, Inc.). In alcune scene cita, con intenti parodistici, i kolossal di Cecil B. De Mille. I numeri musicali del film vengono eseguiti dalle Goldwyn Girls, tra cui figurano anche Lucille Ball e Paulette Goddard. Una delle ballerine era interpretata da Aileen Riggin, campionessa olimpica di tuffi e di nuoto, vincitrice della medaglia d'oro alle Olimpiadi di Anversa del 1920 e argento e bronzo alle Olimpiadi di Parigi del 1924.

## Distribuzione
La United Artists distribuì il film nelle sale statunitensi il 29 dicembre 1933.

## Collegamenti esterni

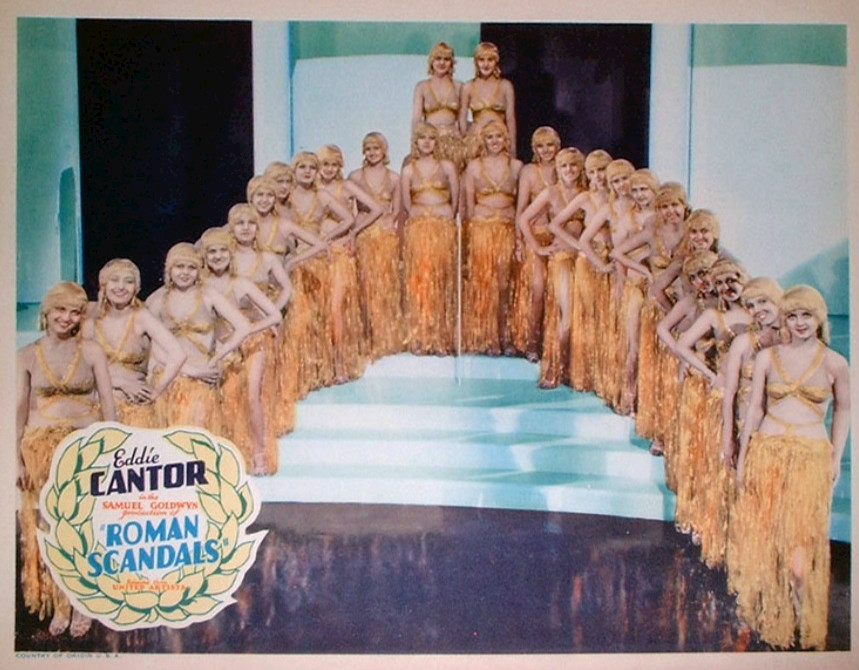
Locandina